# Popolo Hiwi
Gli Hiwi sono un gruppo etnico della Colombia e del Venezuela, e chiamano se stessi Popolo della savana, per le vaste pianure che abitano tra i fiumi Meta e Vichada in Colombia.
In Venezuela vivono negli stati di Apure, Guárico, Bolivar, e Amazonas.
Nel XVII e nel XVIII secolo gli storici descrissero gli Hiwi come cacciatori-raccoglitori nomadi.
La loro storia di conflitti violenti arriva fino al XX secolo, che ha portato a cambiamenti drammatici nel loro stile di vita.
Oggi, quando gli Hiwi visitano le città di Criollo, indossano un abbigliamento di stile europeo, magliette e pantaloni per gli uomini e vestiti di cotone per le donne. Nei loro villaggi molti continuano a indossare i loro abiti tradizionali fatti di una corteccia vegetale chiamata marima.
La maraca è lo strumento musicale principale dello sciamano, utilizzata tradizionalmente per le cure. È fatta di zucca seccata a cui sono disegnati delle fantasie geometriche. Spesso è decorata con un ciuffo di piume Curassow.